# 克里斯蒂娜·奥贝格弗尔
克里斯蒂娜·奥贝格弗尔（德語：Christina Obergföll，1981年8月22日—），德国女子田径运动员。她曾代表德国参加2004年、2008年、2012年和2016年夏季奥林匹克运动会田径比赛，获得二枚银牌。